# Institut pontifical pour les missions étrangères

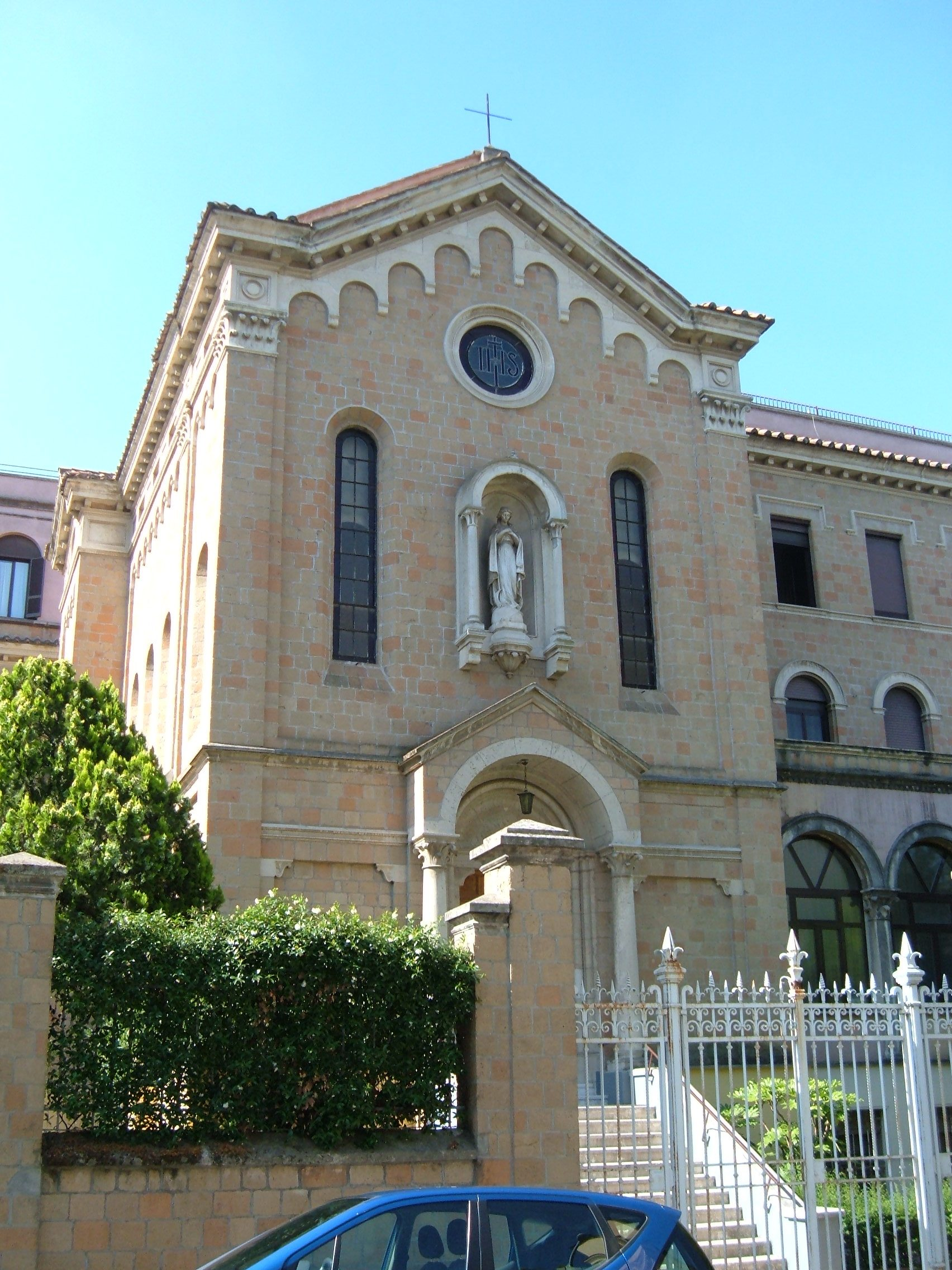
L'église du Très Saint Sang, près du siège romain du P.I.M.E.

L'Institut pontifical pour les missions étrangères (en latin, Pontificium Institutum pro Missionibus Exteris) est une société de vie apostolique de droit pontifical : les membres de la société placent au côté de leur nom le sigle P.I.M.E..
La société est née en 1926 de l'union de l'Institut pour les missions étrangères de Milan, fondé en 1850 par Angelo Ramazzotti avec l'appui de tous les évêques de la Lombardie, et du séminaire pontifical des Saints-Apôtres-Pierre-et-Paul, fondé en 1871 par don Pietro Avanzini.

## Histoire
L'idée de fonder un séminaire pour la formation du clergé missionnaire avait déjà été évoquée par le pape Grégoire XVI, qui en avait fait part à Lodovico Maria de Besi, vicaire apostolique en Chine, en regrettant l'absence d'une institution de ce type en Italie.

### L'Institut pour les missions étrangères de Milan
Le projet a été repris par le pape Pie IX à l’occasion de sa rencontre avec Mgr Luquet, des Missions étrangères de Paris. Il l'invita à solliciter l'archevêque de Milan à ouvrir un institut missionnaire dans son diocèse. En 1847, Mgr Luquet rencontra l'archevêque Mgr Romilli dans la maison des Oblats des saints Ambroise et Charles de Rho en présence du supérieur de la communauté, Angelo Ramazzotti. Celui-ci, ne pouvant pas lui-même aller en mission, méditait depuis longtemps l'ouverture d'un séminaire pour la formation de missionnaires et avait déjà acquis un palais à Saronno pour l'utiliser à cette fin.
Le séminaire fut ouvert à Saronno le 31 juillet 1850 et le 1er décembre suivant, les évêques de Lombardie souscrivirent à Milan le décret d'érection. L'épiscopat lombard s'impliqua à fournir à l'institut naissant une base juridique, un soutien logistique et un appui spirituel : les futurs prêtres formés dans l'institut, appartenant au clergé séculier, furent incardinés (nommés) au départ pour leur diocèse d'origine, les futurs prêtres furent nommés dans la société seulement à partir de 1917.
Les sept premiers missionnaires partirent pour la Malaisie actuelle (Indes néerlandaises) et la Micronésie en 1852, où les Pères maristes étaient déjà actifs. Les débuts furent désastreux : un des prêtres mourut de maladie, un autre, Jean-Baptiste Mazzucconi, fut assassiné par les indigènes, un autre, Carlo Salerio, dut être rapatrié et les autres se réfugièrent à Hong Kong. Dans les années suivantes, d'autres missions furent confiées aux missionnaires lombards : en 1855 celle de Hyderabad, au Bengale, en 1858 à Hong Kong, en 1867 en Birmanie orientale, en 1869 au Henan (à l'époque vicariat apostolique du Ho-Nan), en Chine.

### Le séminaire pontifical des Saints Apôtres Pierre et Paul
En 1867, à l’occasion du dix-huitième centenaire du martyre des apôtres Pierre et Paul, le prêtre romain Pietro Avanzini présenta un projet d'ouverture à Rome d'un séminaire pour les missions étrangères : la prise de Rome retarda l'inauguration qui advint seulement le 21 décembre 1871. Le premier siège se trouvait chez le Père Avanzini, mais en 1874, le pape Pie IX leur concéda un nouveau siège plus adéquat : le 21 juin de la même année, avec le bref Dum Ecclesiæ naviculæ, le pontife approuva les sociétés missionnaires.
Les élèves du séminaire étudiaient et prenaient les grades académiques auprès de l'université pontificale de Rome : leur objectif principal, en effet, était celui d'ouvrir un séminaire pour la formation du clergé local en terre de mission.
Les premiers missionnaires rejoignirent le vicariat apostolique du Queensland en 1877, mais ils abandonnèrent le territoire en 1884 ; en 1877 la mission de Hanzhong, en Chine, leur fut concédée, et les missionnaires y obtinrent des succès majeurs ; en 1895, la Californie du Sud leur fut également concédée, mais ils durent la quitter en 1926, à cause des persécutions mexicaines.

### L'union des deux sociétés
Déjà à la fin du XIXe siècle, on commençait à parler d'une possible union entre l'institut milanais et le séminaire romain : l'occasion concrète se présenta en 1912, quand, aux premières assemblées générales de l'institut milanais, les représentants du séminaire romain y prirent part également.
L'union, appuyée chaleureusement par le pape Pie XI et soutenue par le cardinal van Rossum, préfet de la Propaganda Fide, fut réalisée, avec le motu proprio Cum missionalium opera du 26 mai 1926.
Au P.I.M.E., l'on assigna de nombreuses missions en Afrique, au Brésil et en Asie : en 1936 les missionnaires s'installèrent à Negele Boran, en Éthiopie, en 1947 en Guinée-Bissau, en 1967 au Cameroun et en 1972 en Côte d'Ivoire ; en 1946 ils atteignirent le Brésil, où ils furent actifs surtout à Macapá, Parintins, Manaus et Corumbá ; après l'exil de Chine (1949-1951) les missionnaires se rendirent en Inde, au futur Bangladesh, en Birmanie et à Hong Kong. En 1951, ils rejoignirent le Japon, en 1968 les Philippines et en 1972 la Thaïlande.
En 1947 ils ont commencé à se déployer aux États-Unis.
Depuis 1978, les membres de la société ne se lient plus au P.I.M.E. par vœu, mais par promesse ; il est également possible pour les prêtres diocésains de s'associer à l'institut tout en restant établis dans les diocèses d'origine.

## Martyrs et personnalités
Parmi ses membres, le P.I.M.E. compte
- Albéric Crescitelli, martyr en Chine durant la révolte des Boxers, et canonisé par le pape Jean-Paul II en 2000.
- Pietro Manghisi (1899-1953), tué en Birmanie
- Mario Vergara (1910-1950), missionnaire en Birmanie tué in odium fidei, béatifié en 2014.

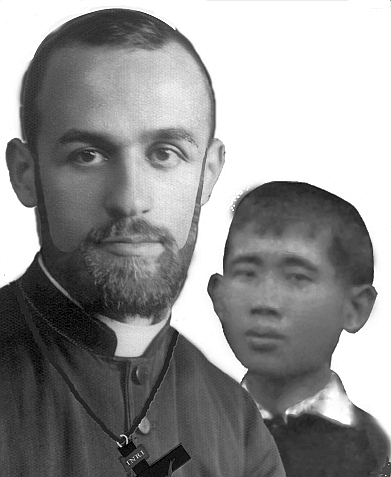
Le Bienheureux Mario Vergara et son catéchiste
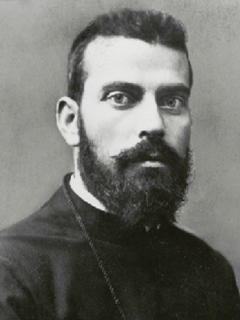
Pietro Manghisi tué en Birmanie en 19̟53

## Activité et diffusion

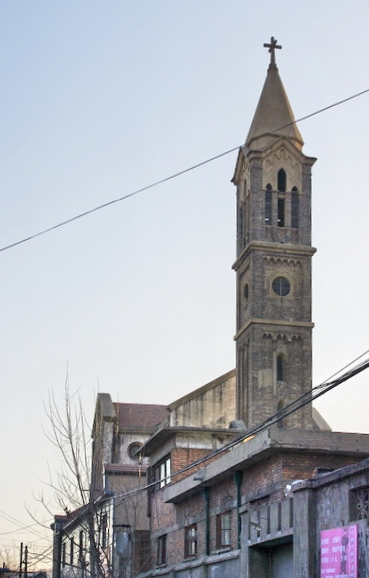
Cathédrale du Sacré-Cœur de Kaifeng en Chine, fondée par les P.I.M.E

La finalité principale du P.I.M.E. est la propagation de la foi dans le monde. Ses membres sont également actifs dans le secteur de l'animation missionnaire et de l'édition (avec d'autres institutions missionnaires, ils ont fondé la maison d'édition Éditeur missionnaire italien). Ils soutiennent les mouvements d'animation et de coopération missionnaires : ils ont contribué à la naissance de l'Union médico-missionnaire italienne en 1933, le premier organisme laïc missionnaire en Italie, des groupes missionnaires jeunes, en 1956, et de Mani Tese en 1964.
Le siège se trouve à Rome depuis 1951.
À la fin de l'année 2008, la société comptait 58 maisons et 498 membres, parmi lesquels 457 prêtres.

## Source
- (it) Cet article est partiellement ou en totalité issu de l’article de Wikipédia en italien intitulé « Pontificio Istituto Missioni Estere » (voir la liste des auteurs).